# Икрит
Икрит (араб. إقرت‎ или إقرث) — христианская деревня в Израиле, расположенная в 25 километрах к северо-востоку от Акко. Первоначально она была выделена в состав арабского образованияв соответствии с предлагаемым Планом ООН по разделу Палестины 1947 года, 31 октября солдаты ЦАХАЛ вошли в деревню без боя в рамках операции «Хирам». Через неделю жителей деревни попросили покинуть деревню из-за небезопасной обстановки на границе, пообещав, что они смогут вернуться через две недели. В то время как жителей Икрита (616 человек) переселили в деревню Раме. Несмотря на обещание ЦАХАЛа, сельчанам не разрешили вернуться. В 1951 году в ответ на жалобу жителей деревни Верховный суд Израиля (БАГАЦ) постановил, что бывшим жителям Икрита можно вернуться в свои дома. Однако до того, как это произошло, почти все постройки деревни были разрушены Израильскими военными в Рождество 1951 года. Несмотря на это, потомки сельчан по сей день сохраняют деревенскую церковь и хоронят своих мертвецов на деревенском кладбище.

## История

### Археология
В Икрите сохранились мозаичные полы, остатки винного пресса, скальные гробницы, цистерны и гранитные орудия. В окрестностях села также имеется много других археологических памятников. Ханаанеями, своё время, в деревне была поставлена статуя бога Мелькарта из Тира. Когда крестоносцы заняли Икрит, они назвали его Акрефом. Акреф — это название, которое всё ещё широко используется для деревни среди окружающих бедуинских племён.

### Под властью Османской империи
Включённая в Османскую империю в 1517 году, Икрит появился в налоговых реестрах 1596 года как находящийся в нахии (подрайон) Акко под Лива Сафадом с населением 374 человек. Экономика в значительной степени зависела от разведения коз, пчеловодства и сельского хозяйства. Имелся пресс, используемый для производства оливкового масла или вина.
В 1875 году Виктор Герин проезжал мимо деревни. Ему сказали, что она «очень значителена» и населена маронитами и православными греками.
В 1881 году учёные Ислледовательского фонда Западной Страны Израиля назвали его Акрит, описав деревню как: «построенная из камня, содержащая около 100 христиан, в деревне есть современная часовня, она расположена на склоне горы, рядом с инжирными, оливковыми деревьями и пахотными землями, есть три источника к западу от деревни и четырнадцать цистерн, скала с источником».

### Под Британским мандатом
Как и ряд других деревень в этом районе, Икрит был связан прибрежной магистралью от Акко до Рас ан-Накуры через второстепенную дорогу, ведущую в Тарбиху. По данным переписи населения 1931 года, в 50 домах проживало 339 человек, к 1945 году их число возросло до 490; 460 христиан и 30 мусульман с общей площадью земли 24 722 дунама (6 109 акров) по данным официального исследования земель и населения, из них 458 дунамов были плантациями и орошаемыми землями; 1088 дунамов использовались для зерновых культур, в то время как 68 дунамов были застроенными (урбанизированными) землями.
На момент выселения жителей в ноябре 1948 года в Икрите проживало 491 человека, из них 432 были мелкитами (греко-католики), проживавшие на всей территории села. Некоторые из 59 мусульман деревни арендовали свои дома в Икрите, в то время как другие строили свои дома в Эш-Шафае.
Только часть деревенской земли была обработана, а остальная часть покрыта дубовыми, лавровыми и рожковыми деревьями. К 1948 году деревне принадлежало около 600 дунамов (600 000 м²) частной собственности с рощами фиговых деревьев, которые обслуживали всех жителей Икрита и окрестности. Рощи покрывали холм Аль-Баяд, а оставшиеся обрабатываемые земли использовались для выращивания чечевицы, а также табака и фруктовых деревьев.
В деревне имелась частная начальная школа, управляемая греко-католическим архиепископством, два природных источника воды и множество других колодцев для сбора дождевой воды, включая большой бассейн для дождевой воды. Было много молотилок, в основном расположенных между застроенными деревенскими землями и кладбищем.
Небольшая мелькитская (греко-католическая) церковь сохранилась и по сегодняшний день.

### Захват
По словам Морриса Бенни, жители деревни были полностью изгнаны израильской армией в ноябре 1948 года (вместе с жителями деревень Кафр-Бирим, Наби Рубин и Тарбиха) «без ведома кабинета министров, обсуждения или одобрения — хотя, почти неизбежно, они получили одобрение кабинета пост-фактум». Хотя некоторые из бывших жителей Икрита стали беженцами в Ливане, большинство из них в настоящее время являются внутренне перемещёнными лицами, которые также являются гражданами Израиля. Икрит был занят 31 октября 1948 года бригадой Одед Хаганы во время операции «Хирам», которая проводилась по прибрежной дороге в направлении Ливана. Икрит и Тарбиха сдались и жители остались в своих домах. Такая ситуация не могла продлится долго. Икрит и ряд других населённых пунктов региона были затронуты политикой, известной как «меньше арабской пограничной полосы».

### Высылка
Через шесть дней после капитуляции, 5 ноября 1948 года, израильская армия приказала селянам покинуть деревню и пообещали, что они будут возвращены через две недели, когда военные операции закончатся. Некоторые отправились в Ливан, а израильская армия перевезла большинство в Раме, город между Акко и Цфатом.

#### Израильский Верховный Суд выносит решение в пользу жителей Икрита, позволяя им вернуться в свою деревню
В июле 1951 года жители Икрита подали иск в Верховный суд Израиля и суд вынес решение в пользу жителей, дав им право вернуться в свою деревню. После этого решения военные нашли другое оправдание, мешавшее вернуться жителям. Жители села снова обратились в Верховный суд и тот должен был рассмотреть их дело 6 февраля 1952 года.

#### ЦАХАЛ игнорирует решение Верховного суда, уничтожает почти всю деревню на Рождество, 1951 года
Однако на Рождество в 1951 году израильские военные уничтожили деревню. Согласно докладу Washington Report по ближневосточным делам, израильские солдаты привели мухтара Икрита на вершину близлежащего холма, чтобы заставить его наблюдать, как израильские солдаты взрывали каждый дом в деревне.
В своей книге «Братья крови» отец Элиас Чакур, который был в то время ребёнком и ходил в школу, записал историю о том, что произошло и о чём рассказали ему его братья:
Во второй раз деревенские старейшины прошли через холм и представили решение суда израильским солдатам... Без вопросов или споров командир прочитал приказ. Он пожал плечами и сказал: «Это прекрасно... Нам нужно время, чтобы уехать. Вы можете вернуться 25-го числа».
На Рождество! Какой невероятный рождественский подарок для деревни. Старейшины перебежали через холм к Джишу, чтобы распространить радостную весть. Наконец мы все вернёмся домой. Празднование Рождества стало празднованием благодарения и радостной хвалы. 
В рождественское утро... одетые в свитера и старые пальто, полученные по программе оказания помощи от церкви, жители деревни собрались с первыми лучами зари... мать, отец, Варди и мои братья присоединились к исполнению всеобщего ликующего рождественского гимна, когда они поднимались на холм... На вершине холма их гимн стих... Почему солдаты всё ещё там? Военные крикнули из далека, поняв что их заметили. Пушечный взрыв прервал тишину. Затем ещё один — третий... Танковые снаряды завизжали и понеслись прямо в деревню, взрываясь уничтожая всё в огне. Дома разваливались, как бумага. Камни и пыль летели среди красного пламени и вздымающегося черного дыма. Один снаряд врезался в бок церкви, обрушившись на толстую каменную стену и сорвав половину крыши. Колокольня колотила, бронзовый колокол звенел и как-то держался среди пыльных облаков пушечного огня... Тогда всё и стихло, кроме плача женщин и ужасных криков младенцев и детей.

Мать и отец стояли трясясь, ютясь вместе с Варди и моими братьями. В онемении от ужаса они наблюдали, как бульдозеры вспахивали руины, уничтожая большую часть того, что ещё не было уничтожено или не развалилось. Наконец, отец сказал — моим братьям или Богу, они никогда не были уверены в этом — «прости их». Затем он повёл всех обратно в Джиш.
В своём третьем постановлении (февраль 1952 года) суд обвинил жителей деревни в зависимости от обещаний военного, вместо того, чтобы воспользоваться юридическим средством правовой защиты, которое им было предоставлено судом в его первой соответствующей версии.

## Наши дни
После войны этот район был включён в состав государства Израиль, рядом с деревней или на её территории был создан ряд новых еврейских поселений, включая Шомеру (1949 год на руинах Тарбихи), Менахем (1960 год) и Горнот-Хагалиль (1980 год).
До наших дней сохранилось только греко-католической церковь. Есть щебень от разрушенных домов, сохранились инжирные, виноградные, миндальные, оливковые и другие сады. Глядя на дорогу, проходящую с севера, можно увидеть деревенское кладбище, огороженное и ежегодно посещаемое. Есть коровник, который принадлежит селу Шомера, на западном въезде в деревню.
Первый судебный иск против государства Израиль был подан в 1951 году пятью мужчинами Икрита, когда Мухаммад Нимр Аль-Хавари, выступавший в качестве их адвоката, сыграл важную роль в получении права на возвращение жителей. 31 июля 1951 года израильские суды признали права жителей деревни на их землю и их право вернуться в неё. Суд заявил, что земля не была оставлена и поэтому не может быть передана под чужую собственность.
В 1970-х годах, жители Икрита провели серию сидячих забастовок в деревенской церкви в течение шести лет, случай Икрита и Кафр-Бирима часто освещались в израильских СМИ. Несколько видных израильских деятелей культуры и искусства поддержали движение за репатриацию жителей деревни, и общественное сочувствие к их бедственному положению было широко распространено. Хотя израильские власти в принципе признали право деревенских жителей на возвращение, официальные лица сопротивлялись осуществлению этого права. Голда Меир в 1972 году заявила:

Это не только рассмотрение вопроса о безопасности [препятствует] официальному решению в отношении Кафр-Бирима и Икрита, а стремление избежать [установления] прецедента. Мы не можем позволить себе становиться всё более запутанными и достигать точки, из которой мы не можем вырваться.— 
Мерон Бенвенисти отмечает, что, как утверждалось, жители Икрита и Кафр-Бирима не являются единственными потерпевшими в Израиле и поэтому признание их права на возвращение рассматривается как создание «опасного прецедента», за которым последуют другие аналогичные требования. Тем не менее, сам Бенвенисти утверждал, что это может быть положительным прецедентом, если жители Икрита должны были получить небольшое количество пустой земли, необходимой им для создания общинного поселения на своей собственной земле.
Впоследствии, в августе 2012 года, в городе Хайфа была проведена большая демонстрация с требованием к Израилю предоставить потомкам право вернуться в обе деревни, которые подверглись такой же депопуляции и разрушению, как Икрит и Кафр-Бирим. После марша «последние корни» в 2012 году группа молодых людей родом из села решила остаться в деревне и вести свою жизнь в качестве постоянных жителей.